# Гуцу, Татьяна Константиновна
Татья́на Константи́новна Гу́цу (укр. Тетяна Костянтинівна Гуцу; род. 5 сентября 1976, Одесса, УССР, СССР) — советская и украинская гимнастка, двукратная олимпийская чемпионка 1992 года в личном и командном многоборье, неоднократная чемпионка мира, Европы и СССР, обладательница Кубка СССР и Кубка СНГ. Заслуженный мастер спорта СССР (1991).

## Биография
Первыми тренерами Татьяны были Тамила Евдокимова и Виктор Дикий.
В 1992 году, на чемпионате Европы в Нанте, в составе сборной Украины Гуцу завоевала наибольшее количество медалей среди всех участниц — 5, среди них — 3 золотые. После окончания спортивной карьеры в 1993 году уехала в США, работает тренером.
В 2017 году на своей страничке в Facebook Татьяна Гуцу сообщила, что на турнире в Штутгарте в 1991 году, когда ей было 15 лет, она была изнасилована партнёром по команде Виталием Щербо.